# Municipio de Mekinock
El municipio de Mekinock (en inglés: Mekinock Township) es un municipio ubicado en el condado de Grand Forks en el estado estadounidense de Dakota del Norte. En el año 2010 tenía una población de 2535 habitantes y una densidad poblacional de 26,84 personas por km².

## Geografía
El municipio de Mekinock se encuentra ubicado en las coordenadas 47°58′37″N 97°25′46″O / 47.97694, -97.42944. Según la Oficina del Censo de los Estados Unidos, el municipio tiene una superficie total de 94.45 km², de la cual 94.45 km² corresponden a tierra firme y (0%) 0 km² es agua.

## Demografía
Según el censo de 2010, había 2535 personas residiendo en el municipio de Mekinock. La densidad de población era de 26,84 hab./km². De los 2535 habitantes, el municipio de Mekinock estaba compuesto por el 78.3% blancos, el 9.51% eran afroamericanos, el 0.47% eran amerindios, el 2.64% eran asiáticos, el 0.67% eran isleños del Pacífico, el 2.8% eran de otras razas y el 5.6% pertenecían a dos o más razas. Del total de la población el 9.51% eran hispanos o latinos de cualquier raza.